# Ellerstraße (Düsseldorf)
Die Ellerstraße ist eine 1,2 km lange West-Ost-Verkehrsachse in der nordrhein-westfälischen Landeshauptstadt Düsseldorf. Sie beginnt kurz hinter der Grenze zum Düsseldorfer Stadtteil Friedrichstadt und führt durch Oberbilk, wo sie an der Kölner Straße endet. Die Straße wurde am 8. Februar 1870 fertiggestellt. Sie führt in Richtung der damals noch selbständigen Gemeinde Eller.

## Verlauf und Straßenbeschreibung
Die Straße beginnt an einer Kreuzung mit den Straßen Helmholtzstraße/Harkortstraße als Verlängerung der Mintropstraße. Von hier aus verläuft sie zweispurig in Richtung Osten bis zur Kölner Straße.

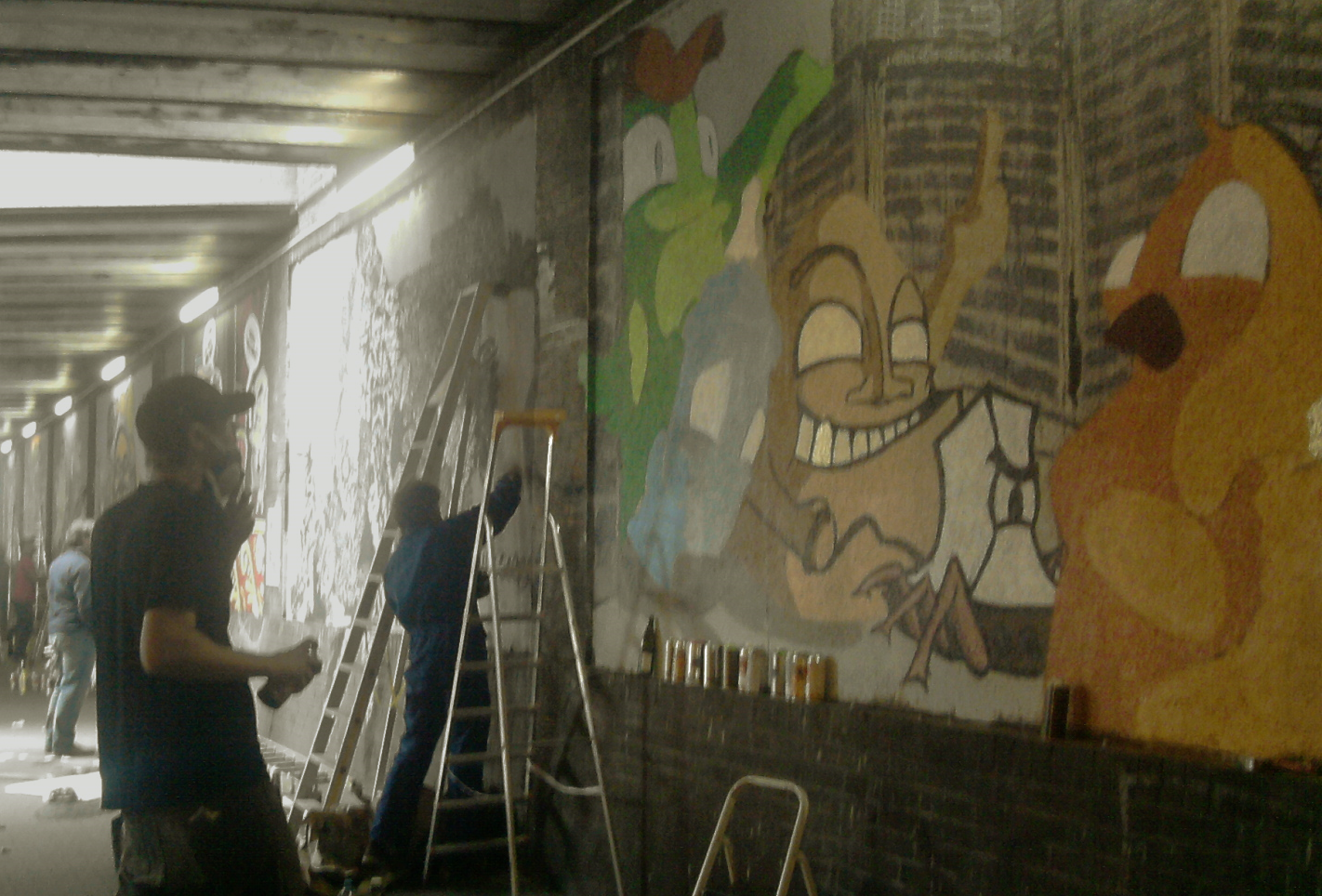
Neugestaltung der Eisenbahn-Unterführung Juli 2011

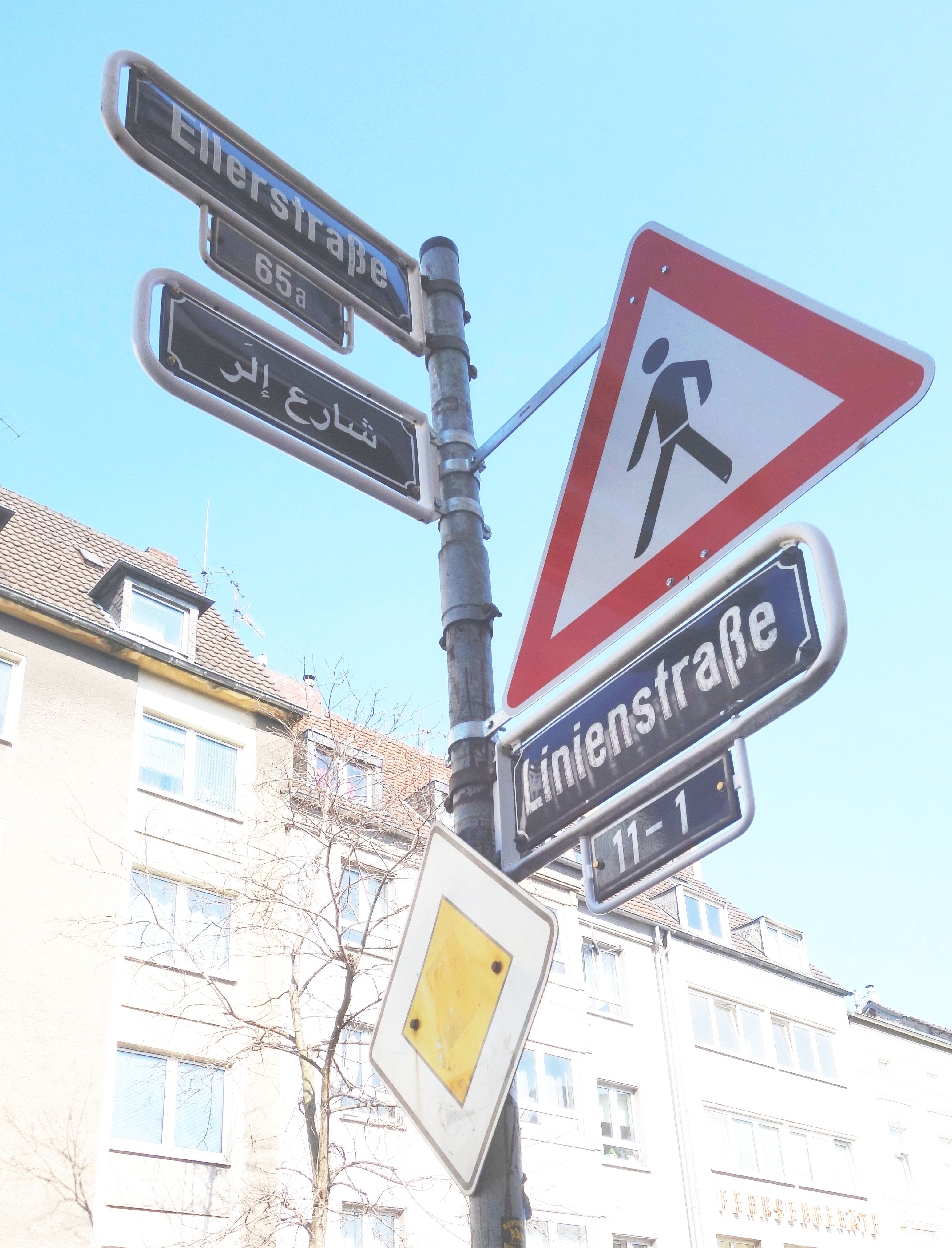
Straßenschild „Ellerstraße“ auch auf Arabisch

Gleich zu Beginn unterläuft die Ellerstraße eine künstlerisch aufwändig gestaltete Eisenbahnbrücke. Beginn der Gestaltung war der 6. März 2010, an dem vom freien Kulturszenen-Zusammenschluss „Freiräume für Bewegung“ ein 25 Meter langer Abschnitt im Rahmen eines Straßenfestes unautorisiert mit Graffiti-Bildern versehen wurde. Am 9. Juli 2011 wurde während eines zweiten Straßenfestes die komplette Unterführung umgestaltet.
Die Ellerstraße beginnt stadtauswärts am umgangssprachlich und von der Presse als „Maghrebviertel“ oder „Klein Marokko“ bezeichneten Stadtteil, eine Art marokkanisches Zentrum mit entsprechenden Geschäften, Cafés und Gaststätten. Hier treffen sich Marokkaner aus der ganzen Region Düsseldorf. Vor Mitte 2016 fanden zahlreiche Razzien gegen kriminelle Banden und herumlungernde, neuzugewanderte jugendliche Nordafrikaner statt, die auch die alteingesessenen Marokkaner in Verruf brachten. Als zweite Straße Düsseldorfs erhielt die Ellerstraße, nach Japanisch, direkt vor Italienisch, Mitte März 2023 ein nichtdeutsches zusätzliches Straßenschild. Die Straßenbezeichnung wurde um Arabisch ergänzt, wie es hieß, um das „internationale Flair“ zu unterstreichen, zudem soll so „gesellschaftliche Inklusion“ betont werden. Wenige Tage später war das Schild kurzzeitig durch rechtsextremistische Aktivisten überklebt und mit einem rassistischen Plakat versehen. Der Staatsschutz war eingeschaltet worden.

## Verkehr
Die Ellerstraße dient insbesondere seit dem Bau eines U-Bahn-Tunnels für die Wehrhahn-Linie, der zwischen 1994 und 2002 zu teils starken Verkehrsbeeinträchtigungen auf der Kölner Straße führte, und nach der anschließenden 2004 begonnenen Verengung der Kölner Straße in den Hauptverkehrszeiten als alternative Route zur Kruppstraße.
Die Ellerstraße wird gleich zu Beginn von der Eisenbahnstrecke aus Mönchengladbach–Neuss überbrückt, deren Gleise in den Düsseldorfer Hauptbahnhof führen.
Die Buslinien 721 und 722 der Rheinbahn befahren die komplette Ellerstraße. Die Straßenbahnlinie 706 kreuzt die Ellerstraße auf der Kruppstraße. Die Linien U76 und U79 der Stadtbahn Düsseldorf halten an der Einmündung zur Kölner Straße im U-Bahnhof Ellerstraße.

## Geschichte

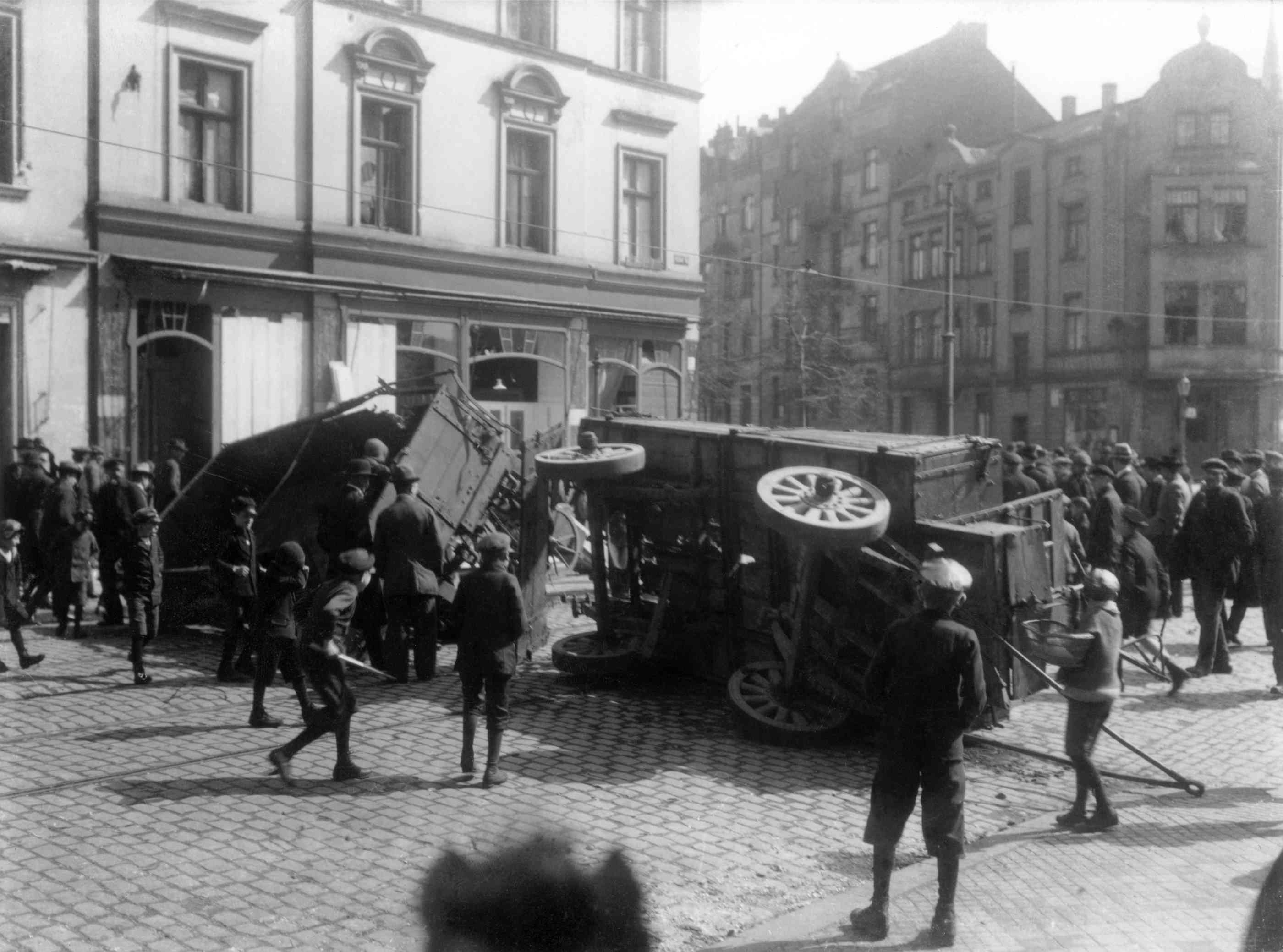
Spartakisten-Barrikade an der Ellerstraße

Die erste Aprilhälfte 1919 war in Düsseldorf durch Unruhen gekennzeichnet. Am 9. April 1919 wurde der „Belagerungszustand“ verhängt. Selbst die New York Times berichtete darüber: „In der Nacht zum Samstag- und Sonntagmorgen griffen Regierungstruppen die im südöstlichen Stadtteil Oberbilk verschanzten Spartakisten-Truppen an und vertrieben sie nach einem heftigen Beschuss mit Artillerie und Minenwerfern. Die Mehrzahl der der Spartakisten floh in Richtung Eller und die Truppen stoßen nicht mehr auf ernsthaften Widerstand.“ Am 15. April einigten sich Behörden und Arbeitervertreter, und das stillgelegte Gas- und Elektrizitätswerk nahm wieder seine Arbeit auf, der gleichzeitige Streik der Buchdrucker und Setzer wurde beendet. Auf einem Foto ist eine Barrikade an der Ellerstraße festgehalten.